# Nachrichten Kaserne
Die Nachrichten Kaserne ist eine ehemalige Kaserne in Heidelberg, die zuletzt ein Militärhospital der US-amerikanischen Streitkräfte beherbergte. Sie steht seit September 2013 für eine zivile Nutzung zur Verfügung. Die getrennte Schreibweise entspricht der zuletzt verwendeten offiziellen amerikanischen Benennung, vor allem im historischen Kontext ist auch die Schreibvariante „Nachrichtenkaserne“ anzutreffen. Aufgrund ihrer langjährigen Nutzung als Krankenhaus wird sie oft einfach als „U.S. Hospital“ bezeichnet.

## Geschichte

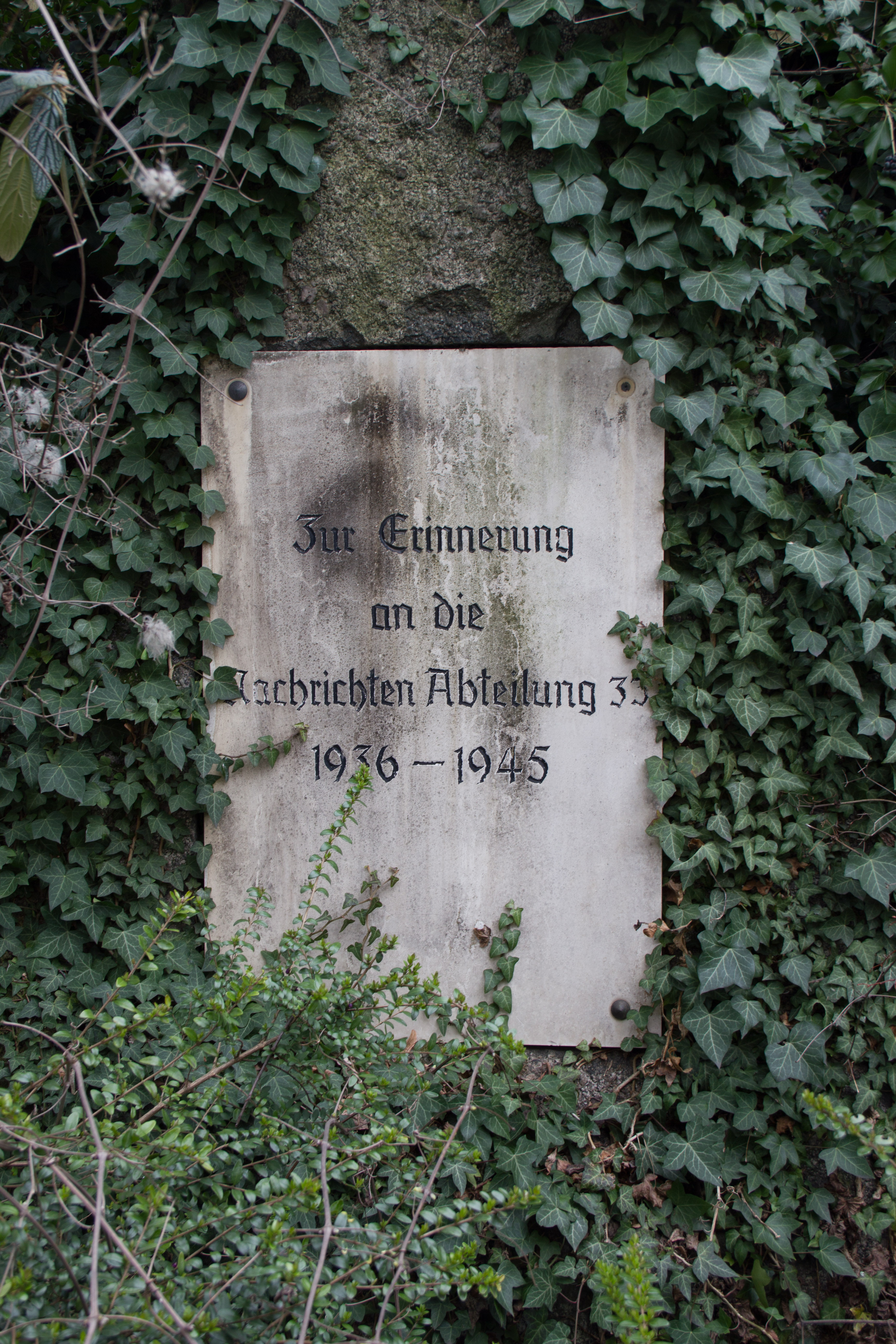
Gedenkstein: „Zur Erinnerung an die Nachrichten-Abteilung 33. 1936–1945“

Die Nachrichtenkaserne entstand zwischen 1937 und 1939 am südlichen Ortsrand des Stadtteils Rohrbach, als dritte von drei in der ersten Hälfte des 20. Jahrhunderts neu erbauten Kasernen in Heidelberg, nach der Neuen Kaserne, später Grenadierkaserne und Patton Barracks benannt, aus dem Jahre 1903 sowie der ebenfalls 1937 errichteten Großdeutschlandkaserne, den späteren Campbell Barracks. Zunächst waren dort Nachrichtentruppen untergebracht, die aber bereits im September 1939 zum Kriegseinsatz an die Front beordert wurden. Anschließend wurden insbesondere Infanterieeinheiten in der Kaserne stationiert, im Jahre 1941 diente sie vorübergehend über einen Zeitraum von neun Monaten als Lazarett.
Nach dem Zweiten Weltkrieg wurden alle drei Kasernen von den US-amerikanischen Streitkräften übernommen. In der Nachrichtenkaserne wurde ein Militärkrankenhaus eingerichtet, zunächst durch das 103. Evacuation Hospital. Dieses wurde bereits im August 1945 durch das 130. Station Hospital, welches aus dem französischen Le Havre anrückte, ersetzt. Ein erster prominenter Patient war General George S. Patton, der am 9. Dezember 1945 einen schweren Autounfall in Mannheim-Käfertal erlitten hatte. An dessen Folgen starb er wenige Tage später, am 21. Dezember, in Heidelberg. Um 1957 wurde das Krankenhaus mit einem Neubau erweitert.
Im Sommer 2008 wurde, als Folge des Truppenabbaus der amerikanischen Streitkräfte der stationäre Betrieb (hospital) eingestellt, der ambulante (clinic) blieb vorläufig erhalten. Im Sommer 2013 wurde der Gesamtkomplex geschlossen und Ende September 2013 an die Bundesanstalt für Immobilienaufgaben übergeben.
Ab 1997 bis zu ihrer Schließung war in der Kaserne auch das Europe Regional Medical Command (ERMC) stationiert, dem insgesamt 31 medizinische Einrichtungen in Deutschland, Belgien und Italien unterstanden. Das ERMC wurde anschließend auf das Gelände des ehemaligen Militärflugplatzes Sembach verlegt in der Pfalz, der 2010 von der amerikanischen Luftwaffe zur Armee wechselte und seither als Sembach Kaserne firmiert. Weitere Einheiten wie das Europe Regional Veterinary Command (ERVC), das für die  Hundestaffeln der amerikanischen Armee verantwortlich zeichnete und auch für weitere veterinärmedizinische Aufgaben zuständig war, und das zahnmedizinische Europe Regional Dental Command (ERDC) wurden im Wesentlichen in Standorte im Raum Kaiserslautern verlegt.

## Zukunft
Über die künftige zivile Nutzung bestehen verschiedene Konzepte, die tatsächliche Umsetzung wird von einer Bürgerbeteiligung begleitet werden. Von Seiten der Stadtverwaltung wird ein städtebaulicher Wettbewerb angedacht. Die Fläche umfasst 9,3 ha, damit ist die Nachrichten Kaserne, nach der Radio Relay Station auf dem Königstuhl, der zweitkleinste der für eine Konversion vorgesehenen, ehemals militärisch genutzten Komplexe der Stadt. Die Zahl der Gebäude wird je nach Quelle zwischen 14 und 26 angegeben. Bedingt durch die ehemalige Nutzung als Krankenhaus ist auf dem Gelände ein Hubschrauberlandeplatz vorhanden.

## Denkmalschutz
Mehrere Gebäude des Komplexes stehen, zumindest in Teilen, unter Denkmalschutz, darunter die 1940 errichtete Reithalle. Sie wurde in den 1960er-Jahren zu einem als Wilson Theater bezeichneten Veranstaltungssaal mit Bühne umgebaut und in den Jahren 2009 bis 2011 aufwendig restauriert. Bemerkenswert ist die Dachkonstruktion, das einzige Beispiel in Baden für die Verwendung von Hetzer-Bindern, einem Vorläufer heute verwendeter Holzleimbinder und benannt nach dem Erfinder Karl Friedrich Otto Hetzer. Die Halle ist als Kulturdenkmal nach § 2 des Denkmalschutzgesetzes Baden-Württemberg eingestuft. Gemeinsam mit der Exerzierhalle, die zuletzt als Sporthalle fungierte und eine ähnliche Dachkonstruktion aufweist, ist sie für die Aufnahme in die Denkmaltopographie vorgesehen.